# I.O.I.O.
I.O.I.O. è un singolo dei Bee Gees pubblicato nel 1970 ed estratto dall'album Cucumber Castle.
Il brano è stato scritto da Barry Gibb e Maurice Gibb.

## Tracce
- 7"

1. I.O.I.O.
2. Sweetheart

## Formazione
- Barry Gibb - voce, chitarra acustica
- Maurice Gibb - basso, cori, piano, organo, chitarra acustica
- Vince Melouney - chitarra acustica
- Colin Petersen - batteria
- Terry Cox - batteria
- Non accreditate - percussioni